# Оладьи
Где оладьи, тут и ладно; где блины, тут и мы.
Ола́дьи (из др.-греч. ἐλάδιον от ἔλαιον — масло) — мучные изделия из дрожжевого теста, выпекаемые (обжариваемые) на сковороде. От блинов отличаются меньшим диаметром и большей толщиной, а тесто замешивается более густое. Традиционное блюдо русской, белорусской и украинской кухонь.
Оладьями также могут называться похожие по форме и размерам лепёшки, приготавливаемые из натёртых овощей (например, картофельные оладьи или кабачковые оладьи) или крупы (пшённые, манные оладьи).

## См. также

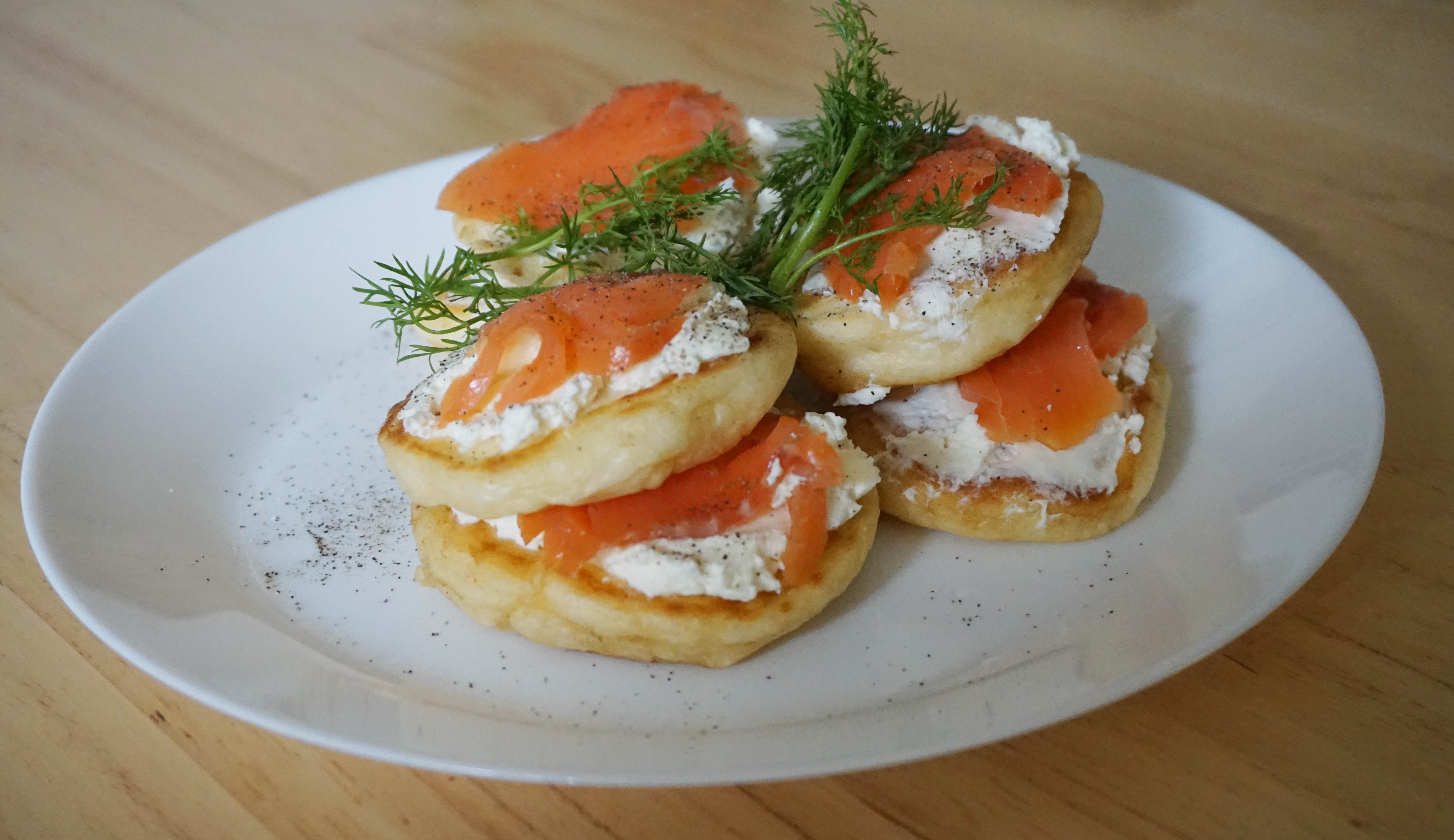
Оладьи с плавленым сыром, лососем и укропом